# James B. Comey

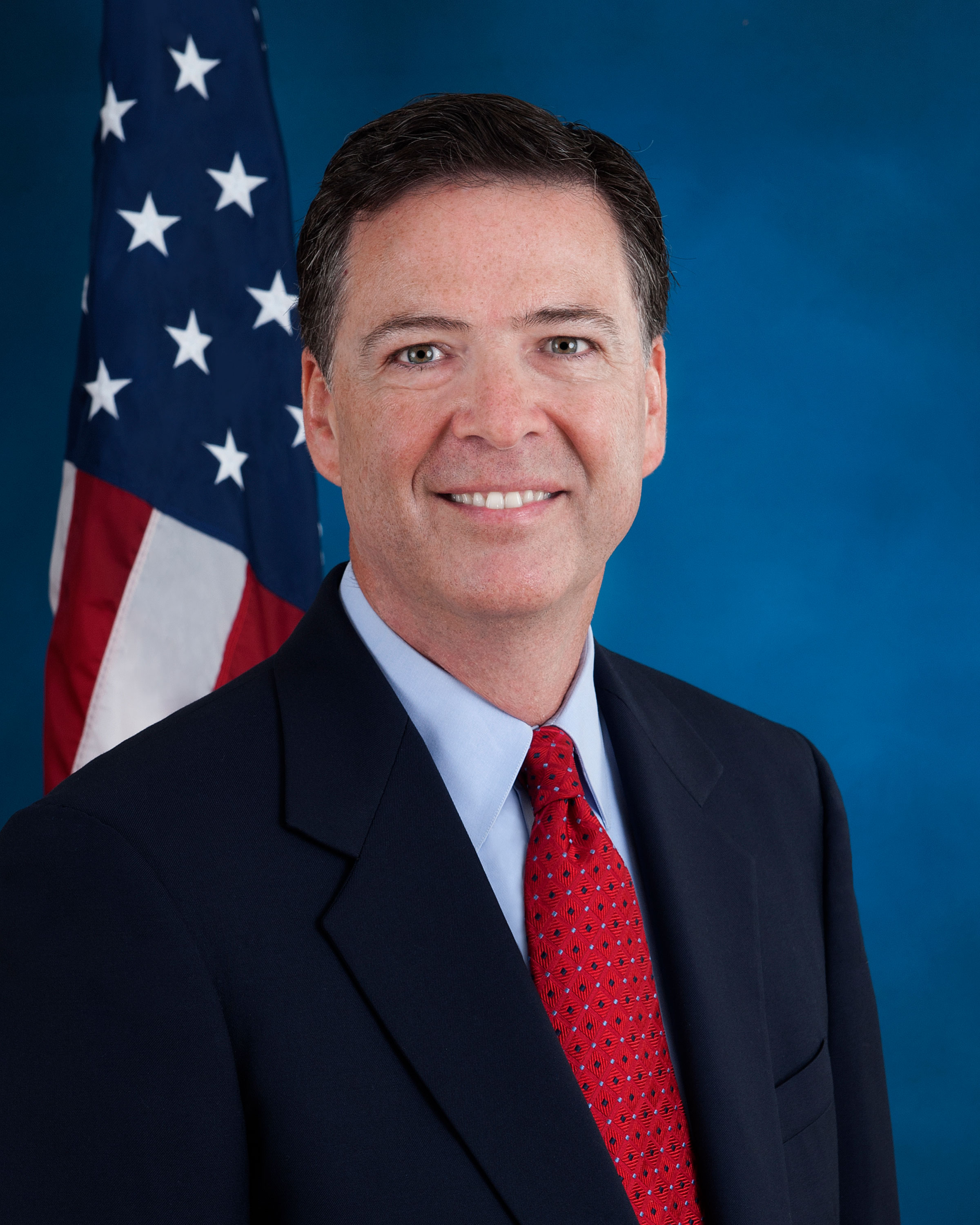
James B. Comey (2013)

James Brien Comey, Jr. (* 14. Dezember 1960 in Yonkers, New York) ist ein US-amerikanischer Jurist, Wirtschaftsmanager und Regierungsbeamter. Vom 4. September 2013 bis zu seiner Entlassung am 9. Mai 2017 war er Direktor des Federal Bureau of Investigation (FBI). Von 2003 bis 2005 war er stellvertretender US-Justizminister in der Regierung George W. Bush.

## Leben und Wirken

### Ausbildung und Persönliches
Comeys Vorfahren stammen aus Irland. Als zweites von vier Kindern wuchs James Comey in einem kleinen Ort im Bergen County (New Jersey) auf; sein Vater arbeitete in der Immobilienbranche und saß im Gemeinderat. Die Familie war sehr aktiv in der lokalen Gemeinschaft. Mit 17 Jahren geriet er mit seinem Bruder in die Gewalt eines Kidnappers, was Comey als prägende Erfahrung gerade für das Verständnis der Opferperspektive von Verbrechen bezeichnet hat. Er studierte zunächst Chemie und Religion am College of William & Mary und beendete dieses Studium 1982 mit einem Bachelor of Science. Ein anschließendes postgraduales Studium der Rechtswissenschaft an der Law School der University of Chicago schloss er 1985 mit dem Juris Doctor ab.
Comey und seine Frau Patrice, die er 1987 heiratete, haben fünf Kinder. Zudem haben sie ein Pflegekind. Aufgewachsen als Katholik, konvertierte er zum Methodismus.
Er war lange über Parteigrenzen hinweg respektiert und gilt als unabhängig und integer. Nachdem er bei der Präsidentschaftswahl 1980 noch den Demokraten Jimmy Carter unterstützt hatte, schloss sich Comey der Republikanischen Partei an und hat unter anderem die Präsidentschaftskandidaturen John McCains 2008 und Mitt Romneys 2012 gegen Barack Obama unterstützt.

### Anfänge in Justiz und Verwaltung
Nach dem Studium arbeitete Comey für den Rechtsberatungsrat des National Legal Center for the Public Interest und trat 1987 als Staatsanwalt in das US-Justizministerium ein, in dem er bis 1993 stellvertretender Leiter der Abteilung für Strafrecht (Criminal Division) für den südlichen Distrikt von New York war. Daneben lehrte er an der University of Richmond. 2002 wurde er United States Attorney for the Southern District of New York. Er ermittelte unter anderem zum Bombenanschlag von Al-Chubar.
Von 2003 bis 2005 war Comey stellvertretender Justizminister der Vereinigten Staaten. Als solcher widersetzte er sich manchen Folter- und Überwachungsmaßnahmen der Regierung George W. Bush, die dann mit Änderungen doch in Kraft traten.

### In Wirtschaft und Lehre
2005 wurde er Senior Vice President und Chefrechtsberater des Rüstungs- und Technologieunternehmens Lockheed Martin. Von 2010 bis 2013 war er Chefjustiziar beim Hedgefonds Bridgewater Associates. 2013 war er ein Aufsichtsratsmitglied bei HSBC Holdings PLC. Im März 2011 erhielt er von seiner Alma Mater für seinen Dienst an der Gesellschaft die Carter O. Lowance-Fellowship. Ab Februar 2013 war er Professor an der Law School der Columbia University.

### FBI-Direktor unter Präsident Obama

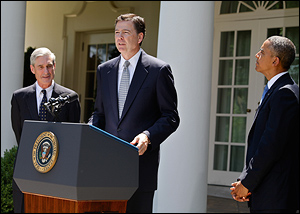
Comey (am Pult) bei seiner Vorstellung mit Vorgänger Robert Mueller (links) und Präsident Obama

Im Mai 2013 schlug Präsident Obama den von Demokraten wie von Republikanern geschätzten Comey als FBI-Direktor vor. Der Senat der Vereinigten Staaten bestätigte im Juli 2013 seine Nominierung; Comey trat sein Amt als Nachfolger Robert Muellers am 4. September 2013 an. Die reguläre Amtszeit beträgt zehn Jahre.
Comey wurde vor der Präsidentschaftswahl am 8. November 2016 zweimal Gegenstand öffentlicher Kontroversen. Im Juli 2016 verkündete er zunächst unter Eid, dass der Umgang der Kandidatin Hillary Clinton mit dienstlichen E-Mails in ihrer Amtszeit als Außenministerin nicht weiter verfolgt werden solle. Er veröffentlichte dann aber elf Tage vor der Wahl die FBI-interne Entscheidung, die Ermittlungen wieder aufzunehmen, was kontroverse politische und öffentliche Debatten auslöste. Diese Bekanntmachung half nach Einschätzung vieler Beobachter Clintons Gegner Donald Trump; weil Comey das neue Material in dem Fall noch nicht gesichtet hatte, kritisierten ihn demokratische und republikanische US-Senatoren scharf. Der Inspector General Michael E. Horowitz teilte am 12. Januar 2017 mit, er wolle untersuchen lassen, ob das FBI im Umgang mit Clinton rechtmäßig agiert habe.
Nach der Wahl Trumps wurde Comey am 20. März 2017 vom Geheimdienstausschuss des US-Repräsentantenhauses angehört. Er gab dabei bekannt, dass das FBI bereits vor der Präsidentschaftswahl 2016 eine Untersuchung der Russland-Verbindungen um Donald Trump und der versuchten russischen Einflussnahme auf die Wahl durch Hacker begonnen habe, dies einen Monat vor der Wahl aber nicht habe bekanntgeben wollen, weil er der Ansicht war, dies könne als parteiische Einmischung gewertet werden. Comey machte zudem deutlich, das FBI habe keinerlei Erkenntnisse, die Trumps Abhörvorwürfe gegen Obama unterstützen würden. Das Verhältnis zwischen Comey und Trump galt seither als belastet.

### Seit der Entlassung durch Präsident Trump
US-Präsident Trump entließ Comey als FBI-Direktor am 9. Mai 2017 mit sofortiger Wirkung. Trump schrieb, er entlasse ihn auf Rat des Justizministers Jeff Sessions und dessen Stellvertreters Rod Rosenstein. Am nächsten Tag empfing Trump den russischen Außenminister Lawrow und Botschafter Kisljak im Oval Office und sagte zu ihnen, dass er wegen der Russland-Untersuchung des FBI unter Druck gestanden habe und ihn die Entlassung des „Spinners“ Comey von diesem Druck befreit habe. Am darauffolgenden Tag während eines Interviews mit NBC Nightly News widersprach Trump der offiziellen Begründung für die Entlassung Comeys. Trump sagte, er habe den FBI-Direktor schon lange und unabhängig von der Empfehlung Rosensteins entlassen wollen. Ausschlaggebend für die Entscheidung war sein Ärger über Comeys Ermittlungen wegen möglichen Absprachen zwischen Mitgliedern von Trumps Wahlkampfteam und Vertretern Russlands. „Als ich mich entschied, sagte ich mir, dieses Russland-Ding mit Trump und Russland ist doch eine erfundene Geschichte“, äußerte Trump. In dem Interview bezeichnete Trump Comey zudem als „Blender“ und „Angeber“ und behauptete, das FBI sei unter Comey in Aufruhr gewesen. Der damalige kommissarische FBI-Direktor Andrew McCabe widersprach Trumps Darstellung. Comey genieße weiterhin Unterstützung und Hochachtung innerhalb des FBI.
In den Tagen vor der Entlassung hatte Trump per Twitter mehrfach Comey und das FBI kritisiert: Dessen „vom Steuerzahler finanzierte“ Russland-Untersuchungen seien eine „Scharade“ und ein „totaler Schwindel“; er fragte rhetorisch, wann sie enden würden. Comey hatte wenige Tage zuvor mehr Finanzmittel für die Untersuchung der möglichen russischen Einflussnahme auf die US-Präsidentschaftswahl angefordert. Beobachter sprachen von einem Angriff auf die Demokratie und zogen Parallelen zum Saturday Night Massacre 1973 während der Watergate-Affäre.
Vor Comey war nur ein FBI-Direktor entlassen worden, nämlich 1993 William S. Sessions von Präsident Bill Clinton. Die Umstände sind unterschiedlich: Trump entließ Comey, weil dieser gegen Trump bzw. Mitglieder seines Wahlkampfteams ermittelte, wohingegen Clinton Sessions wegen Steuerhinterziehung und anderer Vergehen entließ.
Comey lehnte eine Einladung des Geheimdienstausschusses des US-Senats ab, sich in einer vertraulichen Sitzung zu den Umständen zu äußern, nachdem Trump ihm am 12. Mai 2017 via Twitter mit der Veröffentlichung von Tonbandaufnahmen ihrer Gespräche gedroht hatte. Am 22. Juni 2017 gab Trump zu, nicht zu wissen, ob es Tonbandaufnahmen der Gespräche zwischen ihm und Comey gab. Laut New York Times versuchte Trump bei einem Treffen Anfang Februar 2017 Comey zu bewegen, die Ermittlungen gegen Michael T. Flynn einzustellen; das Weiße Haus dementierte diese Darstellung. Eine solche Einflussnahme ist als mögliche Behinderung der Justiz („obstruction of justice“) klassifiziert worden. Bei dem Treffen soll Trump von Comey zudem ein Bekenntnis der Loyalität verlangt haben, woraufhin Comey ihm Ehrlichkeit und schließlich „ehrliche Loyalität“ in Aussicht gestellt habe. Nach der Entlassung Comeys wurde am 17. Mai 2017 vom stellvertretenden US-Justizminister Rod Rosenstein der frühere FBI-Direktor Robert Mueller zum Sonderermittler („Special Counsel“) mit umfassendem Untersuchungsauftrag und Ressourcenzugang ernannt, um die Russland-Verbindungen und andere mögliche Verfehlungen im Umfeld Trumps zu untersuchen.
Am 8. Juni 2017 sagte Comey vor dem Geheimdienstausschuss des US-Senats öffentlich und vor großem Fernsehpublikum aus. Dabei bekräftigte Comey die Vorwürfe gegen Präsident Trump, darunter dessen Aufforderung zur Einstellung der Ermittlungen gegen den früheren Sicherheitsberater Michael Flynn. Comey warf Trump auch vor, gelogen zu haben, was die Entlassungsgründe betraf: „Die Regierung hatte beschlossen, mich, und noch wichtiger: das FBI herabzuwürdigen. Sie sagten, die Organisation sei in Auflösung und schlecht geführt. Das waren Lügen, einfach und simpel.“
Mitte Januar 2018 befragte ihn der Sonderermittler Mueller in einem mehrstündigen Gespräch zu den Russland-Verbindungen.
Comey ist Fellow an der Howard University in Washington. Sein Buch A Higher Loyalty: Truth, Lies and Leadership erschien am 17. April 2018. Der Verlag druckte vor Erscheinen 850.000 Exemplare, um die Nachfrage zu befriedigen.

## Bücher
- James B. Comey: A Higher Loyalty. Truth, Lies, and Leadership. Macmillan USA, New York 2018, ISBN 978-1-250-19245-5.
  - deutsch: Größer als das Amt. Auf der Suche nach der Wahrheit – der Ex-FBI-Direktor klagt an. Droemer, München 2018, ISBN 978-3-426-27777-5.
- James B. Comey: Saving Justice. Truth, Transparency, and Trust. Macmillan Publishers International USA, 2021, ISBN 978-1-250-79912-8.
  - deutsch: Nichts als die Wahrheit – Der Ex-FBI-Direktor über die Unterwanderung des amerikanischen Justizsystems. Droemer Knaur, 2021, ISBN 978-3-426-27855-0